# 岐阜県特別支援学校一覧
岐阜県特別支援学校一覧（ぎふけんとくべつしえんがっこういちらん）は、岐阜県の特別支援学校の一覧。

## 特別支援学校（知的障害、肢体不自由、病弱教育）

### 岐阜市
- 岐阜県立長良特別支援学校（病弱者／小学部・中学部・高等部）
- 岐阜県立岐阜希望が丘特別支援学校（肢体不自由者／小学部・中学部・高等部）
- 岐阜県立岐阜本巣特別支援学校（知的障害者、肢体不自由者、病弱者／小学部・中学部・高等部）
- 岐阜市立岐阜特別支援学校（知的障害者／小学部・中学部・高等部）
- 岐阜県立岐阜清流高等特別支援学校 (知的障害者／高等部)

### 各務原市
- 各務原市立かかみがはら支援学校（知的障害者、肢体不自由者、病弱者／小学部・中学部・高等部）※小中高一貫校

### 大垣市
- 岐阜県立大垣特別支援学校（知的障害者、肢体不自由者、病弱者／小学部・中学部・高等部）
- 岐阜県立西濃高等特別支援学校 (知的障害者／高等部)

### 羽島市
- 岐阜県立羽島特別支援学校（知的障害者、肢体不自由者、病弱者/小学部・中学部・高等部）

### 海津市
- 岐阜県立海津特別支援学校（知的障害者、肢体不自由者、病弱者/小学部・中学部・高等部）

### 関市
- 岐阜県立関特別支援学校（肢体不自由者、病弱者／小学部・中学部・高等部）
- 岐阜県立中濃特別支援学校（知的障害者／小学部・中学部・高等部）

### 美濃加茂市
- 岐阜県立可茂特別支援学校（知的障害者、肢体不自由者、病弱者／小学部・中学部・高等部）

### 郡上市
- 岐阜県立郡上特別支援学校（知的障害者・肢体不自者／中学部・高等部）

### 土岐市
- 岐阜県立東濃特別支援学校（知的障害者、肢体不自由者、病弱者／小学部・中学部・高等部）

### 恵那市
- 岐阜県立恵那特別支援学校（知的障害者、肢体不自由者、病弱者／小学部・中学部・高等部）

### 高山市
- 岐阜県立飛騨特別支援学校（知的障害者／小学部・中学部・高等部）
- 岐阜県立飛騨特別支援学校高山日赤分校（肢体不自由者、病弱者／小学部・中学部・高等部）

### 下呂市
- 岐阜県立下呂特別支援学校（知的障害者、肢体不自由者、病弱者/小学部・中学部・高等部）

### 飛騨市
- 岐阜県立飛騨吉城特別支援学校（知的障害者、肢体不自由者、病弱者/小学部・中学部・高等部）

### 揖斐郡
- 岐阜県立揖斐特別支援学校（知的障害者、肢体不自由者、病弱者/小学部・中学部・高等部）

## 特別支援学校（視覚障害）

### 岐阜市
- 岐阜県立岐阜盲学校（小学部・中学部・高等部・専攻科）

## 特別支援学校（聴覚障害）

### 岐阜市
- 岐阜県立岐阜聾学校（幼稚部・小学部・中学部・高等部・専攻科）

## リンク
- 岐阜県教育委員会